# Åsegöl (Hovmantorps socken, Småland)
Åsegöl är en sjö i Lessebo kommun i Småland och ingår i Ronnebyåns huvudavrinningsområde.